# Aniane
Aniane är en kommun i departementet Hérault i regionen Occitanien i södra Frankrike. Kommunen ligger i kantonen Aniane som tillhör arrondissementet Lodève. År 2022 hade Aniane 2 956 invånare.

## Befolkningsutveckling
Antalet invånare i kommunen Aniane
Referens:INSEE